# Campeonato Mundial de Atletismo em Pista Coberta de 2022 - 60 m com barreiras masculino
A prova dos 60 metros com barreiras masculino do Campeonato Mundial de Atletismo em Pista Coberta de 2022 ocorreu no dia  20 de março na Belgrade Arena, em Belgrado, na Sérvia.

## Recordes
Antes desta competição, os recordes mundiais e do campeonato nesta prova eram os seguintes:
|                       | Nome           | Nacionalidade  | Tempo | Local  | Data                    |
| --------------------- | -------------- | -------------- | ----- | ------ | ----------------------- |
| Recorde mundial       | Grant Holloway | Estados Unidos | 7s 29 | Madrid | 24 de fevereiro de 2021 |
| Recorde do campeonato | Dayron Robles  | Cuba           | 7s 34 | Doha   | 14 de março de 2010     |

## Medalhistas
| Ouro                 | Prata                         | Bronze             |
| Grant Holloway (USA) | Pascal Martinot-Lagarde (FRA) | Jarret Eaton (USA) |

## Cronograma
Todos os horários são locais (UTC+1).
| Data        | Hora  | Evento    |
| ----------- | ----- | --------- |
| 20 de março | 10:05 | Bateria   |
| 20 de março | 19:05 | Semifinal |
| 20 de março | 19:25 | Final     |

## Resultados

### Bateria
Qualificação: 3 atletas de cada bateria (Q) mais os 6 melhores qualificados (q).
| Posição | Bateria | Raia | Atleta                  | Nacionalidade     | Tempo | Notas                |
| ------- | ------- | ---- | ----------------------- | ----------------- | ----- | -------------------- |
| 1       | 5       | 3    | Grant Holloway          | Estados Unidos    | 7.40  | Q                    |
| 2       | 6       | 1    | Wilhem Belocian         | França            | 7.55  | Q                    |
| 3       | 4       | 4    | Petr Svoboda            | Chéquia           | 7.59  | Q,                   |
| 4       | 2       | 5    | Rafael Pereira          | Brasil            | 7.60  | Q                    |
| 5       | 5       | 4    | Andrew Pozzi            | Reino Unido       | 7.60  | Q                    |
| 6       | 4       | 8    | Aaron Mallett           | Estados Unidos    | 7.61  | Q                    |
| 7       | 4       | 1    | Gregor Traber           | Alemanha          | 7.63  | Q                    |
| 8       | 1       | 3    | David King              | Reino Unido       | 7.65  | Q                    |
| 9       | 3       | 3    | Damian Czykier          | Polónia           | 7.66  | Q                    |
| 9       | 1       | 8    | Jarret Eaton            | Estados Unidos    | 7.66  | Q                    |
| 11      | 3       | 7    | Yaqoub Al-Youha         | Kuwait            | 7.66  | Q                    |
| 12      | 3       | 2    | Chris Douglas           | Austrália         | 7.66  | Q                    |
| 13      | 5       | 6    | Shusei Nomoto           | Japão             | 7.66  | Q                    |
| 14      | 6       | 2    | Michael Obasuyi         | Bélgica           | 7.66  | Q                    |
| 15      | 4       | 6    | Asier Martínez          | Espanha           | 7.67  | q                    |
| 16      | 2       | 3    | Pascal Martinot-Lagarde | França            | 7.69  | Q                    |
| 17      | 1       | 2    | Ruebin Walters          | Trinidad e Tobago | 7.69  | Q                    |
| 18      | 5       | 7    | Abdel Kader Larrinaga   | Portugal          | 7.69  | q                    |
| 19      | 1       | 4    | Milan Trajkovic         | Chipre            | 7.69  | q                    |
| 20      | 2       | 4    | Jakub Szymański         | Polónia           | 7.70  | Q                    |
| 21      | 3       | 1    | Mikdat Sevler           | Turquia           | 7.70  | q,                   |
| 22      | 1       | 7    | Liam van der Schaaf     | Países Baixos     | 7.72  | q,                   |
| 23      | 5       | 2    | Hassane Fofana          | Itália            | 7.73  | q                    |
| 24      | 6       | 3    | Chen Kuei-ru            | Taipé Chinesa     | 7.74  | Q,                   |
| 25      | 6       | 6    | Finley Gaio             | Suíça             | 7.74  |                      |
| 26      | 1       | 1    | Gabriel Constantino     | Brasil            | 7.74  |                      |
| 27      | 2       | 8    | Ilari Manninen          | Finlândia         | 7.74  |                      |
| 28      | 6       | 4    | Ronald Levy             | Jamaica           | 7.75  | Recorde da temporada |
| 29      | 4       | 2    | Nicholas Andrews        | Austrália         | 7.75  |                      |
| 30      | 6       | 8    | Enrique Llopis          | Espanha           | 7.76  |                      |
| 31      | 2       | 7    | Keiso Pedriks           | Estónia           | 7.77  |                      |
| 31      | 2       | 6    | Konstantinos Douvalidis | Grécia            | 7.77  | Recorde da temporada |
| 33      | 5       | 5    | Filip Jakob Demšar      | Eslovênia         | 7.79  |                      |
| 34      | 6       | 7    | Wellington Zaza         | Libéria           | 7.80  |                      |
| 35      | 3       | 4    | Bálint Szeles           | Hungria           | 7.81  |                      |
| 36      | 1       | 6    | Badamassi Saguirou      | Níger             | 7.82  | Recorde nacional     |
| 37      | 6       | 5    | Alin Ionuţ Anton        | Roménia           | 7.87  |                      |
| 38      | 1       | 5    | Luka Trgovčević         | Sérvia            | 7.89  |                      |
| 39      | 3       | 5    | Ang Chen Xiang          | Singapura         | 7.91  | Recorde nacional     |
| 40      | 5       | 8    | Jérémie Lararaudeuse    | Ilhas Maurícias   | 7.94  |                      |
| 41      | 3       | 6    | Louis François Mendy    | Senegal           | 7.95  |                      |
| 42      | 4       | 5    | Richard Diawara         | Mali              | 7.98  |                      |
| 43      | 4       | 7    | Yohan Chaverra          | Colômbia          | 8.01  |                      |
| 44      | 2       | 2    | Shuhei Ishikawa         | Japão             | 8.07  |                      |
| 45      | 4       | 3    | David Yefremov          | Cazaquistão       | DSQ   | TR16.8               |
| 46      | 3       | 8    | Jason Joseph            | Suíça             | DNS   | DNS                  |

### Semifinal
Qualificação: classificaram-se os 2 melhores de cada bateria (Q) mais os 2 melhores qualificados (q).
| Posição | Bateria | Raia | Atleta                  | Nacionalidade     | Tempo | Notas                |
| ------- | ------- | ---- | ----------------------- | ----------------- | ----- | -------------------- |
| 1       | 2       | 6    | Grant Holloway          | Estados Unidos    | 7.29  | Q, =                 |
| 2       | 1       | 4    | Jarret Eaton            | Estados Unidos    | 7.52  | Q                    |
| 3       | 2       | 4    | Pascal Martinot-Lagarde | França            | 7.53  | Q                    |
| 4       | 3       | 4    | Wilhem Belocian         | França            | 7.53  | Q                    |
| 5       | 1       | 1    | Milan Trajkovic         | Chipre            | 7.53  | Q,                   |
| 6       | 2       | 2    | Asier Martínez          | Espanha           | 7.55  | q,                   |
| 7       | 3       | 8    | Chris Douglas           | Austrália         | 7.56  | Q,                   |
| 8       | 3       | 3    | David King              | Reino Unido       | 7.57  | q,                   |
| 8       | 1       | 8    | Shusei Nomoto           | Japão             | 7.57  | Recorde pessoal      |
| 10      | 3       | 5    | Michael Obasuyi         | Bélgica           | 7.58  | Recorde pessoal      |
| 11      | 1       | 3    | Rafael Pereira          | Brasil            | 7.58  | =                    |
| 12      | 1       | 6    | Yaqoub Al-Youha         | Kuwait            | 7.59  | Recorde da temporada |
| 13      | 3       | 7    | Jakub Szymański         | Polónia           | 7.59  | Recorde pessoal      |
| 14      | 2       | 3    | Andrew Pozzi            | Reino Unido       | 7.60  |                      |
| 15      | 2       | 5    | Damian Czykier          | Polónia           | 7.61  |                      |
| 16      | 2       | 1    | Hassane Fofana          | Itália            | 7.65  | Recorde pessoal      |
| 17      | 3       | 6    | Aaron Mallett           | Estados Unidos    | 7.67  |                      |
| 18      | 2       | 8    | Gregor Traber           | Alemanha          | 7.67  |                      |
| 19      | 2       | 7    | Chen Kuei-ru            | Taipé Chinesa     | 7.67  | Recorde nacional     |
| 20      | 1       | 7    | Ruebin Walters          | Trinidad e Tobago | 7.68  |                      |
| 21      | 3       | 1    | Liam van der Schaaf     | Países Baixos     | 7.69  | Recorde pessoal      |
| 22      | 3       | 2    | Abdel Kader Larrinaga   | Portugal          | 7.70  |                      |
| 23      | 1       | 5    | Petr Svoboda            | Chéquia           | 7.71  |                      |
| 24      | 1       | 2    | Mikdat Sevler           | Turquia           | 7.75  |                      |

### Final
A final ocorreu dia 20 de março às 19:25.
| Posição           | Raia | Atleta                  | Nacionalidade  | Tempo | Notas |
| ----------------- | ---- | ----------------------- | -------------- | ----- | ----- |
| Medalha de ouro   | 4    | Grant Holloway          | Estados Unidos | 7.39  |       |
| Medalha de prata  | 5    | Pascal Martinot-Lagarde | França         | 7.50  |       |
| Medalha de bronze | 6    | Jarret Eaton            | Estados Unidos | 7.53  |       |
| 4                 | 2    | Asier Martínez          | Espanha        | 7.57  |       |
| 5                 | 8    | Chris Douglas           | Austrália      | 7.60  |       |
| 6                 | 1    | David King              | Reino Unido    | 7.62  |       |
| 7                 | 7    | Milan Trajkovic         | Chipre         | 7.62  |       |
| 8                 | 3    | Wilhem Belocian         | França         | 7.67  |       |

Legenda
| Recorde mundial       | Recorde mundial (World record)               |                       | Recorde africano                      | Recorde africano (African) |                                           | Q | Classificado por posição (Qualified) |
| Recorde do campeonato | Recorde do campeonato (Championship record)  | Recorde da América    | Recorde da América (Americas)         | q                          | Classificado por melhor tempo (Qualified) |   |                                      |
| Melhor marca do ano   | Melhor marca do ano (World leading)          | Recorde asiático      | Recorde asiático (Asian)              | DNS                        | Não largou (Did not start)                |   |                                      |
| Recorde nacional      | Recorde nacional (National record)           | Recorde europeu       | Recorde europeu (European)            | DNF                        | Não terminou (Did not finish)             |   |                                      |
| Recorde pessoal       | Recorde pessoal do atleta (Personal best)    | Recorde da Oceania    | Recorde da Oceania (Oceania)          | DSQ / DQ                   | Desclassificado (Disqualified)            |   |                                      |
| Recorde da temporada  | Recorde da temporada do atleta (Season best) | Recorde sul-americano | Recorde sul-americano (South America) | NM                         | Sem marca (No mark)                       |   |                                      |